# 中道左派
中道左派（ちゅうどうさは、イギリス英語: Centre-left, アメリカ英語: Center-left）は、政党あるいは政治的・社会思想的な傾向の分類。穏健な左派のこと。国ごとに違いはあるが、社会民主主義が代表的な中道左派理念である。
一般的に、中道左派は貧富の格差の拡大に反対し、所得税の累進課税、児童労働の禁止、最低賃金、労働条件の規制、労働時間の制限、労働者の団結権の確保などの経済格差を是正する穏健な施策を支持する。中道左派は通常、結果の完全平等は不可能ではあるものの、機会の均等により、社会における結果の平等性がある程度改善されるとしている。
ただし、右翼、極右、オルド自由主義、緑の保守主義なども社会保障や格差是正を主張している。社会的少数者の人権と社会正義を積極的に支持する米国式リベラルも中道左派に分類される。
アメリカとヨーロッパでは自由主義にルーツを置くリベラル系の中道左派は社会自由主義と呼ばれることが多い。このような意味で、学界では、イタリア民主党からイギリス労働党まで、かつての左翼をも取り込んだカテゴリを総称する傾向にある。なお共産主義は左翼と考えられ、中道左派には含まれない。
社民主義を掲げる政党の国際組織としてロンドンを本部とする社会主義インターナショナルが存在するが、非民主的な国の政党が加入していることが問題視されたことにより、2013年にベルリンを本部とした進歩同盟が設立されており、中道左派政党の国際組織は分断している状況にある。

## 「中道左派」とされている主な政党

### アジア
| 国名       | 党名             |
| ---------- | ---------------- |
| イスラエル | 労働党           |
| イスラエル | メレツ           |
| インド     | インド国民会議   |
| インド     | 国民会議党       |
| インド     | 大衆社会党       |
| インド     | サマジワディ党   |
| スリランカ | スリランカ自由党 |
| 韓国       | 正義党           |
| 韓国       | 共に民主党       |
| 韓国       | 労働党           |
| 中華民国   | 民主進歩党       |
| 中華民国   | 台湾民衆党       |
| 中華民国   | 時代力量         |
| 中華民国   | 社会民主党       |
| 中華民国   | 工党             |
| トルコ     | 民主左派党       |
| トルコ     | 共和人民党       |
| 日本       | 立憲民主党       |
| ネパール   | ネパール会議派   |
| パキスタン | パキスタン人民党 |
| パレスチナ | ファタハ         |
| レバノン   | 進歩社会党       |
| 香港       | 社会民主連線     |
| 香港       | 新民主同盟       |
| 香港       | 工聯会           |
| マレーシア | 民主行動党       |
| ミャンマー | 国民民主連盟     |
| モンゴル   | モンゴル人民党   |

### アメリカ
| 国名           | 政党                 |
| -------------- | -------------------- |
| アメリカ合衆国 | 民主党               |
| ウルグアイ     | コロラド党           |
| カナダ         | カナダ自由党         |
| カナダ         | 新民主党             |
| カナダ         | カナダ緑の党         |
| アルゼンチン   | 急進市民同盟         |
| アルゼンチン   | 社会党               |
| コスタリカ     | 国民解放党           |
| ブラジル       | 民主労働党           |
| ブラジル       | ブラジル社会党       |
| チリ           | チリ社会党           |
| チリ           | 民主主義のための政党 |
| チリ           | 急進社会民主党       |
| メキシコ       | 国民再生運動         |
| メキシコ       | 民主革命党           |

### ヨーロッパ
| 国名         | 政党                           |
| ------------ | ------------------------------ |
| アイスランド | 同盟                           |
| アイルランド | 労働党                         |
| アイルランド | 緑の党                         |
| イギリス     | 労働党                         |
| イギリス     | 自由民主党                     |
| イギリス     | イングランド・ウェールズ緑の党 |
| イタリア     | 民主党                         |
| イタリア     | ルニオーネ加盟各政党           |
| エストニア   | Template:Estonian Centre Party |
| オーストリア | オーストリア社会民主党         |
| オランダ     | 労働党                         |
| オランダ     | 民主66                         |
| ギリシャ     | 全ギリシャ社会主義運動         |
| ギリシャ     | 急進左派連合                   |
| クロアチア   | クロアチア社会民主党           |
| クロアチア   | クロアチア国民党・自由民主党   |
| スイス       | スイス社会民主党               |
| スウェーデン | スウェーデン社会民主労働党     |
| スウェーデン | 緑の党                         |
| スペイン     | スペイン社会労働党             |
| スロバキア   | 方向・社会民主主義             |
| セルビア     | 民主党                         |
| チェコ       | チェコ社会民主党               |
| デンマーク   | デンマーク社会民主党           |
| デンマーク   | ラディケーリ                   |
| ドイツ       | ドイツ社会民主党               |
| ドイツ       | 同盟90/緑の党                  |
| ノルウェー   | ノルウェー労働党               |
| ノルウェー   | 緑の党                         |
| ハンガリー   | ハンガリー社会党               |
| ハンガリー   | 自由民主同盟                   |
| ハンガリー   | 民主連合                       |
| フィンランド | フィンランド社会民主党         |
| フィンランド | 緑の同盟                       |
| フランス     | 社会党                         |
| フランス     | 急進運動                       |
| フランス     | ヨーロッパ・エコロジー＝緑の党 |
| ポーランド   | 民主左翼連合                   |
| ポーランド   | ポーランド社会民主主義者       |
| ポーランド   | 民主党                         |
| ポルトガル   | 社会党                         |
| リトアニア   | リトアニア社会民主党           |
| リトアニア   | 労働党                         |
| リトアニア   | 新同盟（社会自由派）           |
| ルーマニア   | 社会民主党                     |
| ロシア       | 公正ロシア                     |

### オセアニア
| 国名             | 党名                   |
| ---------------- | ---------------------- |
| オーストラリア   | オーストラリア労働党   |
| オーストラリア   | オーストラリア緑の党   |
| ニュージーランド | ニュージーランド労働党 |

### アフリカ
| 国名             | 党名               |
| ---------------- | ------------------ |
| エジプト         | エジプト社会民主党 |
| チュニジア       | エタカトル         |
| チュニジア       | 共和国のための会議 |
| 南アフリカ共和国 | アフリカ民族会議   |
| 南アフリカ共和国 | 国民会議           |

## 「中道左派」とされている主なマスコミ
- 日本 - 毎日新聞[20]、東京新聞、中日新聞
- 韓国 - 京郷新聞、ハンギョレ[21][22][23]
- イギリス - ガーディアン、オブザーバー、インデペンデント
- ドイツ - デア・シュピーゲル、南ドイツ新聞
- フランス - ル・モンド、リベラシオン
- アメリカ合衆国 - ニューヨーク・タイムズ[24]